# Sally Bigham
Sally Bigham (11 de abril de 1978) es una deportista británica que compitió en ciclismo de montaña en la disciplina de campo a través.
Ganó dos medallas de plata en el Campeonato Mundial de Ciclismo de Montaña en Maratón, en los años 2013 y 2016, y cinco medallas en el Campeonato Europeo de Ciclismo de Montaña en Maratón, en los años 2011 y 2016.
Obtuvo el grado y el doctorado en Psicología en las universidades de Brunel y Warwick, respectivamente, y trabajó como profesora en la Universidad de Bournemouth.

## Medallero internacional
| Campeonato Mundial | Campeonato Mundial                      | Campeonato Mundial | Campeonato Mundial |
| Año                | Lugar                                   | Medalla            | Competición        |
| ------------------ | --------------------------------------- | ------------------ | ------------------ |
| 2013               | Kirchberg (Austria)                     | Medalla de plata   | Campo a través     |
| 2016               | Laissac (Francia)                       | Medalla de plata   | Campo a través     |
| Campeonato Europeo |                                         |                    |                    |
| Año                | Lugar                                   | Medalla            | Competición        |
| 2011               | Kleinzell (Austria)                     | Medalla de plata   | Campo a través     |
| 2012               | Jablonné v Podještědí (República Checa) | Medalla de plata   | Campo a través     |
| 2013               | Singen (Alemania)                       | Medalla de plata   | Campo a través     |
| 2014               | Ballyhoura (Irlanda)                    | Medalla de plata   | Campo a través     |
| 2016               | Sigulda (Letonia)                       | Medalla de oro     | Campo a través     |